# Яснополянський сільський округ
Яснополя́нський сільський округ (каз. Ясная Поляна ауылдық округі, рос. Яснополянский сельский округ) — адміністративна одиниця у складі Тайиншинського району Північноказахстанської області Казахстану. Адміністративний центр — село Ясна Поляна.
Населення — 2479 осіб (2021; 3023 у 2009, 3865 у 1999, 4342 у 1989).
Станом на 1989 рік існували Вишньовська сільська рада (село Вишньовка), Новодворовська сільська рада (села Новогречановка, Новодворовка) та Яснополянська сільська рада (села Дашконіколаєвка, Ясна Поляна) колишнього Чкаловського району. Пізніше село Новогречановка було передано до складу Зеленогайського сільського округу.

## Склад
До складу округу входять такі населені пункти:
| Населений пункт        | Старі назви     | Населення, осіб (1989) | Населення, осіб (1999) | Населення, осіб (2009) | Населення, осіб (2021) |
| ---------------------- | --------------- | ---------------------- | ---------------------- | ---------------------- | ---------------------- |
| Вишньовка, село        | -               | 940                    | 815                    | 707                    | 645                    |
| Дашко-Ніколаєвка, село | Дашконіколаєвка | 712                    | 652                    | 518                    | 321                    |
| Новодворовка, село     | -               | 461                    | 701                    | 349                    | 145                    |
| Ясна Поляна, село      | -               | 2229                   | 1697                   | 1449                   | 1368                   |